# Piero Gárate
Piero Alejandro Gárate Rojas (n. Valparaíso, V Región de Valparaíso, Chile, 24 de mayo de 1992) es un futbolista chileno. Juega como mediocampista en Concón National de la Segunda División Profesional de Chile.

## Trayectoria
Procedente de la cantera de Santiago Wanderers debutó a los dieciséis años en el primer equipo siendo una de las sorpresas del 2008 en su equipo, año donde vería acción en cinco partidos. A fines del 2008 tuvo la opción de probarse en un equipo francés específicamente de la ciudad de Niza ya que durante una gira de la selección fue observado por un ojeador de allá pero finalmente no pudo ir porque Wanderers se lo negó.
Antes de salir a la pretemporada para la temporada 2009 Piéro firma su primer contrato como profesional con lo cual aseguró su estancia en el club caturro con lo cual completo el ascenso de aquel año (2009) alternando hasta el campeonato de transición del 2013 donde prefirió partir del club por diferencias con el técnico Ivo Basay. Entre sus logros en el club caturro están los títulos en las series menores y las finales conseguidas en los años 2009 y 2010 con la serie juvenil siendo pieza clave y capitán. También el 2011 fue elegido el "mejor jugador" del campeonato en tradicional torneo internacional Esperanza Alba que cada año realiza el equipo chileno Colo-Colo donde participaron las selecciones sub-18 de Chile, Uruguay, México y equipos como Universitario de Perú, Cruz Azul de México, Universidad Católica, Santiago Wanderers, y Colo Colo. Luego de este campeonato el Chelsea de Inglaterra puso sus ojos sobre el luego que su veedor en Sudamérica Jorge Alvial presenciara el campeonato. 
Actualmente lleva 2 temporadas en Deportes Concepción donde logra mantener la regularidad esperada siendo uno de los fijó semana a semana en su equipo.

## Selección nacional
Fue seleccionado sub-15 y  sub-17 de la selección chilena. También participó junto a su compañero Álex González en el Campeonato Sudamericano Sub-15 de 2007. En el 2008 jugó muchos partidos y campeonatos internacionales con la selección en países como México, Estados Unidos, Argentina, Perú, Brasil, Uruguay e Inglaterra. En el 2009 participó en el Torneo Internacional Valentín Granatkin realizado en Rusia donde alcanzó el cuarto lugar del torneo.
Luego de haber jugador el torneo Torneo Internacional Valentín Granatkin volvió con la selección a Chile para disputar el Torneo Internacional UC Sub-17 donde salió campeón aunque cabe mencionar que fallo un tiro penal en la definición de penales de la final. Finalmente pese a participar durante toda la preparación de la selección sub-17 de cara al torneo sudamericano es dejado fuera de la nómina final.
En el 2010 fue nominado a la selección nacional de futsal que disputará el sudamericano de la categoría sub-20 donde su equipo no logró superar la fase grupal al no ganar ningún partido, aun así el jugador logró jugar todos los partidos y hacerse presente en el marcador. Al año siguiente participó como capitán de la selección de futsal que jugaría la Copa América de Futsal 2011 donde nuevamente jugaría todos los partidos y anotaría un gol pero su equipo nuevamente no lograría ganar ningún partido por lo cual vuelve a no poder pasar de fase y terminaría último. Para el 2012 nuevamente sería parte de esta selección para disputar las Eliminatorias Sudamericanas de Futsal 2012 en Brasil buscando un cupo al Mundial de fútbol sala de la FIFA 2012 de Indonesia el cual no se lograría conseguir al no poder pasar la primera fase.

### Participaciones en Copa América
| Copa                        | Sede      | Resultado    |
| --------------------------- | --------- | ------------ |
| Copa América de Futsal 2011 | Argentina | Primera fase |

En el 2012 juega las eliminatorias sudamericanas de futsal en Gramados, Brasil. En el 2013 lidera a Chile en el sudamericano de futsal sub-21 jugado en Táchira, Venezuela donde alcanza un histórico 4.º lugar quedando eliminado en semifinales ante el poderoso Brasil mediante lanzamientos penales.

## Clubes
| Club                  | País     | Año       |
| --------------------- | -------- | --------- |
| Santiago Wanderers    | Chile    | 2009-2012 |
| Deportes Concepción   | Chile    | 2013-2015 |
| Trasandino            | Chile    | 2015-2017 |
| Miramar Misiones      | Uruguay  | 2017-2018 |
| Presidente Hayes      | Paraguay | 2019      |
| Deportes Puerto Montt | Chile    | 2020      |
| San Marcos de Arica   | Chile    | 2021      |
| Concón National       | Chile    | 2025-Act. |